# جون ماكولا (كرة سلة)
جون ماكولا (بالإنجليزية: John McCullough)‏ مواليد 5 أكتوبر 1956 في ليما، هو مدرب كرة سلة أمريكي ولاعب معتزل. بدأ مسيرته الاحترافية في سنة 1981. تم اختياره من قبل فريق سكرامنتو كينغز خلال الدرافت. يدرب بورتلاند ترايل بلايزرز في الرابطة الوطنية لكرة السلة. يبلغ طوله 6 قدم 4 بوصة (1.9 م). اعتزل اللعب في 1985.

## روابط خارجية
- جون ماكولا على موقع إن بي أي (الإنجليزية)
- جون ماكولا على موقع سبورتس رفرنس (الإنجليزية)
- جون ماكولا على موقع كلية كرة السلة في سبورتس رفرنس.كوم (الإنجليزية)
- جون ماكولا على موقع ريلجم (الإنجليزية)
- جون ماكولا على موقع بروبوليرز (الإنجليزية)
- جون ماكولا على موقع سبورتس رفرنس (الإنجليزية)